# Щукин, Константин Александрович
Константин Александрович Щукин (1914, село Уян, Иркутская губерния — 8 марта 1978, Южно-Сахалинск) — командир отделения крупнокалиберных пулеметов 18-го отдельного гвардейского дивизиона ПВО (14-я гвардейская кавалерийская дивизия, 7-й гвардейский кавалерийский корпус, 65-я армия, 1-й Белорусский фронт), гвардии старший сержант.

## Биография
Константин Александрович Щукин родился в крестьянской семье в селе Уян Нижнеудинского уезда Иркутской губернии (в настоящее время Куйтунский район Иркутской области). Окончил 4 класса школы.
Черемховским райвоенкоматом Иркутской области в 1939 году он был призван в ряды Красной армии. На фронтах Великой Отечественной войны с июля 1941 года.
Приказом по 14-й гвардейской кавалерийской дивизии от 25 марта 1943 года за мужество и героизм в боях против немецко-фашистских захватчиков Щукин был награждён медалью «За отвагу».
В ночь на 14 ноября 1943 года гвардии сержант Щукин участвовал в отражении 3-х атак противника в Речицком районе Гомельской области. Невзирая на сильный огонь противника из всех видов оружия, смело и мужественно оставался на своём месте. Когда противник при очередной атаке сумел ворваться на огневые позиции батареи 76-мм пушек, эскадрон выдвинул свои пулемёты и открыл шквальный огонь по противнику. Тот не выдержал и отступил, отказавшись от дальнейших намерений по захвату батареи и оставив на поле боя более 70 тел уничтоженных солдат. Приказом по 14-й гвардейской кавалерийской дивизии от 31 декабря 1943 года гвардии сержант Щукин был награждён орденом Славы 3-й степени.
В боях в Гомельской области 11 апреля 1944 года гвардии сержант Щукин огнём пулемёта ДШК умело поддерживал наступление конногвардейцев, быстро перебрасывая свой пулемёт с одной позиции на другую. невзирая на ураганный огонь противника Щукин честно и самоотверженно оставался на своём посту. В одном только бою расчёт Щукина подбил лёгкий танк и уничтожил 5 солдат противника. 14 апреля 1944 года расчёт Щукина в бою уничтожил пулемёт противника и 14 солдат. Был представлен к ордену Отечественной войны 2-й степени, приказом по 7-му гвардейскому кавалерийскому корпусу от 28 июня 1944 он был награждён орденом Красной Звезды.
21 января 1945 года в бою у города Калиш расчёт гвардии сержанта Щукина в бою поджёг автомашину с боеприпасами и подавил две пулемётных точки, пытавшихся отрезать конногвардейцев от атакующих танков. 30 января 1945 года у переправы через реку Одер расчётом был подбит подожжён самолёт ФВ-190. Приказом по войскам 1-го Белорусского фронта от 24 марта 1945 года он был награждён орденом Славы 2-й степени.
17 февраля 1945 года на западную окраину города Делитц (в настоящее время Долице) противник предпринял атаку. Под давлением превосходящих сил противника пехотные части отошли на новые рубежи, однако расчёт гвардии старшего сержанта Щукина остался на месте и кинжальным огнём пулемёта уничтожил 27 солдат и офицеров противника. Захвачено трофеями 2 ручных пулемёта, 3 автомата, 15 винтовок и 5 ружейных гранатомётов. Через 3 часа противник предпринял новую атаку, но силами расчёта и сабельного взвода она была отбита с большими для противника потерями.
18 февраля противник предпринял сильную контратаку на северо-западную окраину города. Пехотные части вновь были вынуждены отойти, расчёты гвардии старшего сержанта Щукина и Клока остались на месте и массированным огнём разогнали противника. Он отступил оставив на поле боя около 100 солдат и офицеров убитыми. 19 февраля расчёт Щукина отбил атаку автоматчиков на мост на реке Фауле-Ина (в настоящее время Мале Ина), уничтожив 12 солдат и офицеров противника. Указом Президиума Верховного Совета СССР от 31 мая 1945 года гвардии старший сержант Щукин был награждён орденом Славы 1-й степени.
Гвардии старший сержант Щукин был демобилизован в 1946 году. Жил в Южно-Сахалинске. Работал в больнице.
Скончался Константин Александрович Щукин 8 марта 1978 года.